# Piero D’Ancona
Piero D’Ancona ist ein italienischer Mathematiker, der sich mit Partiellen Differentialgleichungen befasst.
D’Ancona studierte Mathematik an der Universität Pisa mit dem Laurea-Abschluss und an der Scuola Normale Superiore in Pisa, an der er 1987 bei Sergio Spagnolo promoviert wurde (Nonlinear hyperbolic equations). 1989 wurde er Assistenzprofessor an der Universität Rom II (Tor Vergata) und 1992 an der Universität Pisa. 1994 wurde er Professor an der Universität L’Aquila und 1997 an der Universität Rom I (La Sapienza).
Er war Gastwissenschaftler in Paris, am Courant Institute der New York University, am Imperial College London und in Japan.
Er befasst sich mit lokalen und globalen Existenzaussagen für hyperbolische Gleichungen und Systeme, entartete hyperbolische Gleichungen, analytische und Gevrey-Regularität der Lösungen partieller Differentialgleichungen, elliptische partielle Integro-Differentialgleichungen vom Kirchhoff-Typ, nichtlineare parabolische partielle Differentialgleichungen, nichtlineare Wellengleichungen und geometrische Wellengleichungen, Abschätzungen des Zerfalls von Lösungen, Streuung der nichtlinearen Schrödingergleichung mit variablen Koeffizienten, Regularität der Navier-Stokes-Gleichung und harmonischer Analysis.
2006 erhielt er den ersten Premio Gaetano Fichera der Unione Matematica Italiana.

## Schriften
- mit S. Spagnolo: A class of nonlinear hyperbolic problems with global solutions, Archive for rational mechanics and analysis, Band 124, 1993, S. 201–219
- mit S. Spagnolo: Global solvability for the degenerate Kirchhoff equation with real analytic data, Inventiones Mathematicae, Band 108, 1992, S. 247–262
- mit S. Spagnolo: Kirchhoff type equations depending on a small parameter,m Chinese Annals of Mathematics Series B, Band 16, 1995, S. 413–430
- mit S. Spagnolo: Nonlinear perturbations of the Kirchhoff equation, Comm. Pure Applied Math., Band 47, 1994, S. 1005–1029
- mit Vittoria Pierfelice: On the wave equation with a large rough potential, Journal of Functional Analysis, Band 227, 2005, S. 30–77
- mit L. Fanelli: Strichartz and smoothing estimates for dispersive equations with magnetic potentials, Communications in Partial Differential Equations, Band 33, 2008, S. 1082–1112
- mit L. Fanelli: {\displaystyle L_{p}}-boundedness of the wave operator for the one dimensional Schrödinger operator, Communications in Mathematical Physics, Band 268, 2006, S. 415–438
- mit L. Fanelli: Decay estimates for the wave and Dirac equations with a magnetic potential, Communications on pure and applied mathematics, Band 60, 2007, S. 357–392
- mit L. Fanelli, N. Visciglia, L. Vega: Endpoint Strichartz estimates for the magnetic Schrödinger equation, Journal of Functional Analysis, Band 258, 2010, S. 3227–3240
- mit D. Foschi, S. Selberg: Null structure and almost optimal local regularity for the Dirac-Klein-Gordon system, Journal of the European Mathematical Society, Band 9, 2007, S. 877–899
- mit D. Foschi, S. Selberg: Null structure and almost optimal local well-posedness of the Maxwell-Dirac system, American Journal of Mathematics, Band 132, 2010, S. 771–839
- mit V. Georgiev, H. Kubo: Weighted decay estimates for the wave equation, Journal of Differential Equations, Band 177, 2001, S. 146–208